# San Pedro La Laguna
San Pedro La Laguna – niewielka miejscowość na południowym zachodzie Gwatemali, w departamencie Sololá. Według danych szacunkowych z 2012 roku liczba mieszkańców wynosiła 9 034 osób. 
San Pedro La Laguna leży około 50 km na południowy zachód od stolicy departamentu – miasta Sololá, u podnóża wulkanu San Pedro. Miejscowość leży na wysokości 1 693 metry nad poziomem morza, w górach Sierra Madre de Chiapas, nad południowo-zachodnim brzegiem jeziora kraterowego Atitlán. 

## Gmina San Pedro La Laguna
Miejscowość jest także siedzibą władz gminy o tej samej nazwie, która jest jedną z dziewiętnastu gmin w departamencie. W 2012 roku gmina liczyła 11 358 mieszkańców. Gmina jak na warunki Gwatemali jest wyjątkowo mała, a jej powierzchnia obejmuje zaledwie 12 km². 
Mieszkańcy gminy utrzymują się głównie z uprawy roli i z drobnego rzemiosła. W rolnictwie dominuje uprawa kukurydzy, pomidorów innych i warzyw. Ponadto część ludności zajmuje się rybactwem. 
Klimat gminy jest równikowy, według klasyfikacji Köppena, należy do klimatów tropikalnych monsunowych (Am), z wyraźną porą deszczową występującą od maja do października.